# Bilacunaria microcarpos
Bilacunaria microcarpos är en flockblommig växtart som först beskrevs av Friedrich August Marschall von Bieberstein, och fick sitt nu gällande namn av Pimenov och Vadim Nikolaevich Tikhomirov. Bilacunaria microcarpos ingår i släktet Bilacunaria och familjen flockblommiga växter. Inga underarter finns listade i Catalogue of Life.